# Supercopa de Francia 2022
La Supercopa de Francia 2022 fue la 46.ª edición de la Supercopa de Francia.  El partido se disputó en Israel el 31 de julio de 2022 en el Estadio de Bloomfield de la ciudad de Tel Aviv.
En esta edición, se enfrentaron el Paris Saint-Germain, campeón de la Ligue 1 2021-22 contra el campeón de la Copa de Francia de Fútbol 2021-22, el Nantes.

## Equipos participantes
|   | Equipo              | Vía de clasificación                  | Participaciones | Última participación      | Mejor desempeño                                                    |
| - | ------------------- | ------------------------------------- | --------------- | ------------------------- | ------------------------------------------------------------------ |
| 1 | Paris Saint-Germain | Campeón de la Ligue 1 2021-22         | 15              | Supercopa de Francia 2021 | Campeón 1995, 1998, 2013, 2014, 2015, 2016, 2017, 2018, 2019, 2020 |
| 2 | F. C. Nantes        | Campeón de la Copa de Francia 2021-22 | 7               | Supercopa de Francia 2001 | Campeón 1965, 1999, 2001                                           |

## Sede
| Israel                           |                       |
| Ciudad                           | Estadio               |
| Tel Aviv                         | Estadio de Bloomfield |
|                                  |                       |
| 29 400 espectadores              |                       |
| Final Trophée des champions 2022 |                       |

## Partido

### Ficha del partido
| 99         | POR        | Gianluigi Donnarumma |     |
| 5          | DEF        | Marquinhos           |     |
| 4          | DEF        | Sergio Ramos         |     |
| 3          | DEF        | Presnel Kimpembe     |     |
| 2          | MED        | Achraf Hakimi        | 78' |
| 6          | MED        | Marco Verratti       | 78' |
| 17         | MED        | Vitinha              | 68' |
| 25         | MED        | Nuno Mendes          | 68' |
| 19         | DEL        | Pablo Sarabia        | 84' |
| 10         | DEL        | Neymar               |     |
| 30         | DEL        | Lionel Messi         |     |
| Entrenador | Entrenador | Christophe Galtier   |     |

| 1          | POR        | Alban Lafont             |     |
| 21         | DEF        | Jean-Charles Castelletto |     |
| 3          | DEF        | Andrei Girotto           |     |
| 4          | DEF        | Nicolas Pallois          |     |
| 12         | MED        | Dennis Appiah            | 78' |
| 17         | MED        | Moussa Sissoko           |     |
| 5          | MED        | Pedro Chirivella         | 64' |
| 10         | MED        | Ludovic Blas             |     |
| 11         | MED        | Marcus Coco              | 64' |
| 27         | DEL        | Moses Simon              |     |
| 7          | DEL        | Evann Guessand           | 78' |
| Entrenador | Entrenador | Antoine Kombouaré        |     |

| 14 | DEF | Juan Bernat       | 68' |
| 15 | MED | Danilo Pereira    | 68' |
| 8  | MED | Leandro Paredes   | 78' |
| 26 | DEF | Nordi Mukiele     | 78' |
| 29 | DEL | Arnaud Kalimuendo | 84' |

| 31 | DEL | Mostafa Mohamed    | 64' |
| 8  | MED | Samuel Moutoussamy | 64' |
| 2  | DEF | Fábio              | 78' |
| 24 | DEF | Sébastien Corchia  | 78' |

| Anotado         | 22'   | Lionel Messi | 1–0 |
| Anotado         | 45+5' | Neymar       | 2–0 |
| Anotado         | 57'   | Sergio Ramos | 3–0 |
| Anotado · Penal | 82'   | Neymar       | 4–0 |

|  |

| Amonestado | 16' | Vitinha |

| Amonestado | 38' | Marcus Coco              |
| Amonestado | 75' | Samuel Moutoussamy       |
| Expulsado  | 81' | Jean-Charles Castelletto |

| Árbitro             | Orel Grinfeld    |
| Árbitros asistentes | Roy Hassan       |
| Árbitros asistentes | Idan Yarkoni     |
| Cuarto árbitro      | Gal Leibovitz    |
| VAR                 | Roi Reinshreiber |
| Adicional VAR       | David Fuxman     |

| 99         | POR        | Gianluigi Donnarumma |     |
| 5          | DEF        | Marquinhos           |     |
| 4          | DEF        | Sergio Ramos         |     |
| 3          | DEF        | Presnel Kimpembe     |     |
| 2          | MED        | Achraf Hakimi        | 78' |
| 6          | MED        | Marco Verratti       | 78' |
| 17         | MED        | Vitinha              | 68' |
| 25         | MED        | Nuno Mendes          | 68' |
| 19         | DEL        | Pablo Sarabia        | 84' |
| 10         | DEL        | Neymar               |     |
| 30         | DEL        | Lionel Messi         |     |
| Entrenador | Entrenador | Christophe Galtier   |     |

| 1          | POR        | Alban Lafont             |     |
| 21         | DEF        | Jean-Charles Castelletto |     |
| 3          | DEF        | Andrei Girotto           |     |
| 4          | DEF        | Nicolas Pallois          |     |
| 12         | MED        | Dennis Appiah            | 78' |
| 17         | MED        | Moussa Sissoko           |     |
| 5          | MED        | Pedro Chirivella         | 64' |
| 10         | MED        | Ludovic Blas             |     |
| 11         | MED        | Marcus Coco              | 64' |
| 27         | DEL        | Moses Simon              |     |
| 7          | DEL        | Evann Guessand           | 78' |
| Entrenador | Entrenador | Antoine Kombouaré        |     |

| 14 | DEF | Juan Bernat       | 68' |
| 15 | MED | Danilo Pereira    | 68' |
| 8  | MED | Leandro Paredes   | 78' |
| 26 | DEF | Nordi Mukiele     | 78' |
| 29 | DEL | Arnaud Kalimuendo | 84' |

| 31 | DEL | Mostafa Mohamed    | 64' |
| 8  | MED | Samuel Moutoussamy | 64' |
| 2  | DEF | Fábio              | 78' |
| 24 | DEF | Sébastien Corchia  | 78' |

| Anotado         | 22'   | Lionel Messi | 1–0 |
| Anotado         | 45+5' | Neymar       | 2–0 |
| Anotado         | 57'   | Sergio Ramos | 3–0 |
| Anotado · Penal | 82'   | Neymar       | 4–0 |

|  |

| Amonestado | 16' | Vitinha |

| Amonestado | 38' | Marcus Coco              |
| Amonestado | 75' | Samuel Moutoussamy       |
| Expulsado  | 81' | Jean-Charles Castelletto |

| Árbitro             | Orel Grinfeld    |
| Árbitros asistentes | Roy Hassan       |
| Árbitros asistentes | Idan Yarkoni     |
| Cuarto árbitro      | Gal Leibovitz    |
| VAR                 | Roi Reinshreiber |
| Adicional VAR       | David Fuxman     |

|                                         |
| Bandera de Francia                      |
| Campeón Paris Saint-Germain 11.º título |